# Gerhard Conrad
Gerhard Conrad (18 de Agosto de 1922 - † 26 de Julho de 1944) foi um comandante de U-Boot que serviu na Kriegsmarine durante a Segunda Guerra Mundial.